# 阿毘達磨順正理論
阿毘達磨順正理論（梵: Nyāyānusāriṇī），又稱為「俱舍雹論」，略稱為「順正理論」，說一切有部論師眾賢的著作。現存漢譯本，玄奘於永徽四、五年（公元653-654年）譯出，收錄於大正藏第29卷毘曇部No.1562。
眾賢耗費12年的時間，造出此論二萬五千頌，有意破斥世親的俱舍論以及經量部學說，藉以護衛《大毘婆沙論》的教理。本論依俱舍論頌而次第廣釋，凡不合說一切有部毘婆沙義的，一一加以評正。《阿毘達磨藏顯宗論》是本論再為精要的略論。

## 考證
大唐西域記記載「順正理論」此稱呼是世親改題，印順法師以為此說不可信，主張「順正理」，顯然是眾賢自己立名的，並引眾賢的著作為證。
《顯宗論》：「我以順理廣博言，對破餘宗顯本義。……已說論名順正理，樂思擇者所應學。文句派演隔難尋，非少劬勞所能解。為撮廣文令易了，故造略論名顯宗。飾存彼頌以為歸，刪順理中廣抉擇，對彼謬言申正釋，顯此所宗真妙義」